# ロバート・ファノ
ロベルト・マリオ・"ロバート"・ファノ（Roberto Mario "Robert" Fano、1917年11月11日 - 2016年7月13日）は、イタリア系アメリカ人の計算機科学者で、マサチューセッツ工科大学(MIT)の電気工学と計算機科学の教授である。
彼は主に、情報理論に関する研究、シャノン・ファノ符号の発明（クロード・シャノンと共に）、ファノの不等式の導出などで知られる。また、ファノアルゴリズムを発明し、ファノメトリックを仮定した。

## 生涯
ファノは、1917年にイタリアのトリノで生まれた。ファノの父は数学者のジーノ・ファノ、兄は物理学者のウーゴ・ファノであり、いとこに物理学者のジュリオ・ラカーがいる。トリノで育ち、トリノ工科大学(Politecnico di Torino)で工学を学んだ。1939年に、ベニート・ムッソリーニの下で反ユダヤ法が制定されたため、アメリカに移住した。1941年にMITで電気工学の学士号を取得し、同年、MIT放射能研究所の職員となった。1947年にMITでSc.Dを取得した。指導教官はアーンスト・ギルマンで、論文のタイトルはTheoretical Limitations on the Broadband Matching of Arbitrary Impedances（任意インピーダンスの広帯域整合に関する理論的限界）だった。1947年にMITの教員となった。1950年から1953年の間、MITリンカーン研究所でレーダー技術グループを率いていた。
1960年代初頭にタイムシェアリングコンピュータの開発に携わり、1963年から1968年までMITのProject MACの創設ディレクターを務めた。同プロジェクトはMITコンピュータ科学・人工知能研究所に発展した。ファノは、MIT独自の計算機科学のカリキュラムを作成する手助けもした。彼は1984年に教授を引退した。
2016年7月13日に98歳で亡くなった。

## 栄誉
1954年、「情報理論とマイクロ波フィルタの分野における貢献」でIEEEフェローに選ばれた。
1973年に全米技術アカデミー、1978年に米国科学アカデミー、1958年にアメリカ芸術科学アカデミーの会員に選出された。
1976年、情報理論の分野の業績でクロード・E・シャノン賞を受賞した。

## 著書
情報理論における研究のほか、ファノはマイクロ波システム、電磁気学、ネットワーク理論、工学教育についての書籍を出版した。彼の著書は以下の通りである。
- George L. Ragan, ed., Microwave Transmission Circuits, vol. 9 in the Radiation Laboratory Series (as co-author, 1948).
- Electromagnetic Energy Transmission and Radiation (with Lan Jen Chu（英語版） and Richard B. Adler, 1960).
- Electromagnetic Fields, Energy, and Forces (with Chu and Adler, 1960).
- Transmission of Information: A Statistical Theory of Communications (1961), ISBN 978-0262561693.